# Fuertes-papagáj
A Fuertes-papagáj (Hapalopsittaca fuertesi), korábban indigószárnyú papagáj, a madarak osztályának papagájalakúak (Psittaciformes) rendjébe és a papagájfélék (Psittacidae) családjába tartozó faj.

## Rendszerezése
A fajt Frank Chapman amerikai ornitológus írta le 1912-ben, a Pionopsitta nembe Pionopsitta fuertesi néven.

## Előfordulása
Az Andokban, Kolumbia területén honos. Természetes élőhelyei a szubtrópusi vagy trópusi hegyi esőerdők. Magassági vonuló.

## Megjelenése
Átlagos testhossza 24 centiméter.

## Természetvédelmi helyzete
Az elterjedési területe kicsi és csökken, egyedszáma 50-249 példány közötti és szintén csökken. A Természetvédelmi Világszövetség Vörös listáján veszélyeztetett fajként szerepel.